# DFL-Ligapokal
DFB-Ligapokal ili Njemački Liga kup, bilo je njemačko nogometno natjecanje koje se igralo prije početka svake sezone Bundeslige, a sastojalo se od četiri najbolje ekipe iz prošle bundesligaške sezone, pobjednika 2. Bundeslige i pobjedinka DFB-Pokala. Natjecanje je do 2005. bilo poznato kao Premiere-Ligapokal, kada je TV mreža Premiere odustala od sponzoriranja natjecanja. Ligapokal nije održan 2008. godine zbog Europskog nogometnog prvenstva 2008 i od tada više nije bilo natjecanja.

## Vanjske poveznice
- Ligapokal, DFB
- Ligapokal  Arhivirana inačica izvorne stranice od 29. lipnja 2008. (Wayback Machine), DFL
- DFB-Ligapokal, kicker.de

| Nogomet u Njemačkoj              | Nogomet u Njemačkoj                                                                           |
| -------------------------------- | --------------------------------------------------------------------------------------------- |
|                                  |                                                                                               |
| Njemački nogometni savez         |                                                                                               |
|                                  |                                                                                               |
| Reprezentacije                   | reprezentacija • do 21                                                                        |
|                                  |                                                                                               |
| Ligaška natjecanja               | 1. Bundesliga • 2. Bundesliga • 3. Liga • Regionalliga • Oberliga • Verbandsliga • Landesliga |
|                                  |                                                                                               |
| Kup natjecanja                   | DFB-Pokal • DFB-Ligapokal                                                                     |
|                                  |                                                                                               |
| Popis klubova • Popis nogometaša |                                                                                               |

| Nogomet u Njemačkoj              | Nogomet u Njemačkoj                                                                           |
| -------------------------------- | --------------------------------------------------------------------------------------------- |
|                                  |                                                                                               |
| Njemački nogometni savez         |                                                                                               |
|                                  |                                                                                               |
| Reprezentacije                   | reprezentacija • do 21                                                                        |
|                                  |                                                                                               |
| Ligaška natjecanja               | 1. Bundesliga • 2. Bundesliga • 3. Liga • Regionalliga • Oberliga • Verbandsliga • Landesliga |
|                                  |                                                                                               |
| Kup natjecanja                   | DFB-Pokal • DFB-Ligapokal                                                                     |
|                                  |                                                                                               |
| Popis klubova • Popis nogometaša |                                                                                               |